# محسن رشید
محسن رشید (زاده ۵ آبان‌ ۱۳۳۰) از شاعران و نویسندگان ایرانی است.

## زندگی شخصی
رشید در ۵ آبان ۱۳۳۰ به دنیا آمد. در ۲۴ سالگی به جرم کار سیاسی در پادگان (طی دوران سربازی) و فعالیت در تیم فوتبال ۴ سال زندانی شد. در ۲۸ سالگی با با پیروزی انقلاب از زندان آزاد شد.
رشید در اول فروردین ۱۳۵۸ وارد سپاه پاسداران انقلاب اسلامی شد و بیش از ۲۰ سال در دفتر سیاسی و مرکز مطالعات و تحقیقات جنگ سپاه فعالیت نمود. وی در آخر اسفندماه ۱۳۸۰ با درجه سرداری بازنشسته شد.
وی دارای مدرک کاردانی الکترونیک از مؤسسه عالی ارتباطات (دانشگاه صنعتی خواجه نصیرالدین طوسی فعلی) است.

محسن رشید یکی از پاسداران بنیان‌گذار فعالیت راویان جنگ و ۱۰ سال نیز مدیر مرکز مطالعات و تحقیقات جنگ بوده‌ است.

## آثار
وی چهار کتاب تألیف کرده‌است:
- گزارشی کوتاه: آشنایی با جنگ، ۸۴ صفحه - چاپ ۸ سال ۱۳۸۷ - شابک 964-6315-33-X
- اطلس جنگ ایران و عراق: فشرده نبردهای زمینی ۳۱ شهریور ۱۳۵۹–۲۹ مرداد ۱۳۶۷، ۱۱۸ صفحه - چاپ ۲ سال ۱۳۸۹ - شابک ۰-۹۹-۶۳۱۵-۹۶۴-۹۷۸
- بوی عود: مجموعه نوحه‌ها و مرثیه‌ها در مقام اهل بیت عصمت و طهارت، ۱۴۴ صفحه - چاپ ۲ سال ۱۳۷۶ - شابک ۷-۰۲۹-۳۰۷-۹۶۴
- شمع وجود: مجموعه نوحه‌ها و مرثیه‌ها در مقام اهل بیت عصمت و طهارت، ۲۳۶ صفحه - چاپ ۴ سال ۱۳۷۶ - شابک ۱-۰۳۰-۳۰۷-۹۶۴

رشید به عنوان ناظر علمی در تألیف:
1. اطلس‌های راهنمای جنگ مجموعه ۱۲ جلدی
2. خرمشهر در جنگ زیرنظر:محسن رشید؛ ویراستار:گودرز نوروزی
3. دشت آزادگان در جنگ مولف: ابوالقاسم حبیبی؛ زیرنظر:محسن رشید؛ ویرایشگر:مهدی انصاری
4. ایلام در جنگ مولف: امیر رزاق‌زاده؛ زیرنظر:محسن رشید؛ ویراستار:مهدی انصاری
5. سیاست حسینی از دیدگاه مقام معظم رهبری زیرنظر:محسن رشید؛ ویراستار:گودرز نوروزی
6. خوزستان در جنگ مولف: ابوالقاسم حبیبی؛ زیرنظر:محسن رشید؛ ویراستار:مهدی انصاری
7. روزشمار جنگ ایران و عراق - آخرین تلاشها در جنوب[۲] مولف: محمدحسین جمشیدی؛ محمود یزدانفام؛ زیر نظر:محسن رشید
8. تکاپوی جهانی برای توقف جنگ[۳] مولف: حسین اردستانی؛ زیرنظر:محسن رشید
9. کارنامه نبردهای زمینی مولف: حسن دری؛ زیرنظر:محسن رشید؛ ویراستار:مهدی انصاری
10. تجزیه و تحلیل جنگ ایران و عراق[۴] مولف: حسین اردستانی؛ ویراستار:مجید مختاری؛ زیر نظر:محسن رشید
11. کرمانشاه در جنگ مولف: حسن دری؛ زیرنظر:محسن رشید؛ ویراستار:مهدی انصاری

حضور داشته‌است و مقالات متعددی با نگاه سیاسی و نظامی به جنگ ایران و عراق در نشریات مختلف به چاپ رسانده است.